# Buregaisenjaure
Buregaisenjaure är en sjö i Åre kommun i Jämtland och ingår i Indalsälvens huvudavrinningsområde. Sjön har en area på 0,32 kvadratkilometer och ligger 850,7 meter över havet. Buregaisenjaure ligger i Svenskådalen Natura 2000-område. Sjön avvattnas av vattendraget Svenskån.

## Delavrinningsområde
Buregaisenjaure ingår i det delavrinningsområde (710189-137324) som SMHI kallar för Utloppet av Buregaisenjaure. Medelhöjden är 912 meter över havet och ytan är 2,47 kvadratkilometer. Det finns inga avrinningsområden uppströms utan avrinningsområdet är högsta punkten. Svenskån som avvattnar avrinningsområdet har biflödesordning 2, vilket innebär att vattnet flödar genom totalt 2 vattendrag innan det når havet efter 411 kilometer. Avrinningsområdet består mestadels av kalfjäll (87 procent). Avrinningsområdet har 0,32 kvadratkilometer vattenytor vilket ger det en sjöprocent på 13 procent.